# Joseph-Barnabé Saint-Sevin
Joseph-Barnabé Saint-Sevin, auch L’Abbé le Fils genannt, (* 11. Juni 1727 in Agen; † 25. Juli 1803 in Paris) war ein französischer Violinist und Komponist der Klassik.

## Leben
Joseph-Barnabé Saint-Sevin, der Sohn des Cellisten Pierre Saint-Sevin, galt als Wunderkind, kaum zwölfjährig wurde er in das Orchester der Comédie-Française aufgenommen. Nachdem Jean-Marie Leclair auf ihn aufmerksam wurde, vertiefte er in den Jahren 1743 sein Violinspiel bei diesem. Nur ein Jahr später gab er gemeinsam mit dem gleichaltrigen Pierre Gaviniès ein viel beachtetes Konzert bei den Concert Spirituel. 1743, mit 16 Jahren, wurde er Mitglied der Académie royale de musique, dem Orchester der Pariser Oper.

## Werke (Auswahl)
- Sonates à violon seul, Œuvre I (1748) RISM ID: 990056895[Digitalisat 1] I D-Dur, II c-moll III A-Dur IV Es-Dur V E-Dur VI F-Dur
- Six symphonies à trois violons et une basse, Œuvre II (1753). RISM ID: 990056896
- Premier recueil d’airs français et italiens, avec des variations, pour deux violons, deux pardessus ou pour une flûte ou hautbois avec un violon (1756) RISM ID: 990056901
- Deuxième recueil d’airs français et italiens, avec des variations, pour deux violons, deux pardessus, ou pour une flûte avec un violon (1757) RISM ID: 990056902
- Troisième Recueil d'airs françois et italiens avec des variations pour deux violons ou pour deux pardessus (1760) RISM ID: 990056903
- Principes du violon pour apprendre le doigté de cet instrument, et les différends agréments dont il est susceptible ... suivis de deux suites d'airs d'opéra à deux violons ... de plusieurs leçons dans le genre de sonates avec la basse chiffrée pour le clavessin, d'exemples analogues à ces leçons, de préludes ... et d'une suite de jolis airs variés., 1761 RISM ID: 990056904 Druck 1772, enthält Suiten mit Stücken für zwei Violinen und für Violine und Generalbass RISM ID: 990056905
- Jolis airs ajustés et variés pour un violon seul, Œuvre VII (1763) RISM ID: 990056897 RISM ID: 990056898[Digitalisat 2]
- Menuet de MM Exaudet et Granier, mis en grande symphonie, avec des variations pour deux violons, hautbois ou flûtes, alto viola, deux cors, violoncelle ou basson (1764) RISM ID: 990056900
- Six sonates à violon seul et basse, Œuvre VIII (1764) RISM ID: 990056899 OCLC 662189895[Digitalisat 3] I A-Dur II D-Dur III G-Dur IV E-Dur V b-moll VI D-Dur
- Recueil quatrième de duos d’opéra-comique pour deux violons (1772)
- Très facile méthode pour jouer au violon les sons harmoniques dans tous les tons majeurs et mineurs ... Sehr leichte Art, auf der Violin aus allen Tönen das Flautino zu spielen RISM ID: 990056906
- Sinfonia für zwei Violinen, Viola und Violoncello RISM ID: 450017001

Bekannt wurde Saint-Sevin durch seine 1761 veröffentlichte Violinmethode „Principes du Violon pour apprendre le doigté de cet Instrument, et les différens Agrémens dont il est susceptible“, in dem er insbesondere den Fingersatz und die verschiedenen Verzierungen abhandelt. OCLC 1040105081

## Digitalisate
1. ↑  Sonates à violon seul,  Œuvre I als Digitalisat bei Gallica
2. ↑  Jolis airs ajustés et variés pour un violon seul, Œuvre VII als Digitalisat bei Gallica
3. ↑  Six sonates à violon seul et basse, Œuvre VIII als Digitalisat bei Gallica